# Pescara Calcio 1981-1982
Questa voce raccoglie le informazioni riguardanti il Pescara Calcio nelle competizioni ufficiali della stagione 1981-1982.

## Rosa

Una formazione pescarese in divisa blu marino

| N. |                   | Ruolo | Calciatore            |
| -- | ----------------- | ----- | --------------------- |
|    | Italia (bandiera) | D     | Mauro Amenta          |
|    | Italia (bandiera) | A     | Walter Casaroli       |
|    | Italia (bandiera) | D     | Ersilio Cerone        |
|    | Italia (bandiera) | C     | Damiano Coletta       |
|    | Italia (bandiera) | C     | Siro D'Alessandro     |
|    | Italia (bandiera) | C     | Roberto Del Bono      |
|    | Italia (bandiera) | D     | Emilio D'Eramo        |
|    | Italia (bandiera) | C     | Bartolomeo Di Michele |
|    | Italia (bandiera) | C     | Franco Eusepi         |
|    | Italia (bandiera) | C     | Massimo Franceschini  |
|    | Italia (bandiera) | P     | Lorenzo Frison        |
|    | Italia (bandiera) | C     | Augusto Gentilini     |
|    | Italia (bandiera) | P     | Marcello Grassi       |
|    | Italia (bandiera) | C     | Roberto Leschio       |

| N. |                   | Ruolo | Calciatore            |
| -- | ----------------- | ----- | --------------------- |
|    | Italia (bandiera) | A     | Lorenzo Livello       |
|    | Italia (bandiera) | C     | Biagio Lombardi       |
|    | Italia (bandiera) | D     | Marco Marchi          |
|    | Italia (bandiera) | C     | Walter Mazzarri       |
|    | Italia (bandiera) | C     | Aldo Nicoli           |
|    | Italia (bandiera) | D     | Bruno Nobili          |
|    | Italia (bandiera) | P     | Gianluca Pacchiarotti |
|    | Italia (bandiera) | D     | Ennio Pellegrini      |
|    | Italia (bandiera) | D     | Valeriano Prestanti   |
|    | Italia (bandiera) | D     | Roberto Romei         |
|    | Italia (bandiera) | D     | Fabrizio Salvatori    |
|    | Italia (bandiera) | A     | Massimo Silva         |
|    | Italia (bandiera) | D     | Sergio Taddei         |
|    | Italia (bandiera) | A     | Fabio Testani         |

## Risultati

### Serie B

#### Girone di andata
| 13 settembre 1981 1ª giornata | Pisa | 3 – 0 | Pescara |  |

| 20 settembre 1981 2ª giornata | Pescara | 1 – 0 | Brescia |  |

| 27 settembre 1981 3ª giornata | Palermo | 2 – 0 | Pescara |  |

| 4 ottobre 1981 4ª giornata | Pescara | 1 – 2 | Varese |  |

| 11 ottobre 1981 5ª giornata | Cavese | 1 – 0 | Pescara |  |

| 18 ottobre 1981 6ª giornata | Pescara | 1 – 1 | Catania |  |

| 25 ottobre 1981 7ª giornata | Pistoiese | 1 – 0 | Pescara |  |

| 1º novembre 1981 8ª giornata | SPAL | 0 – 0 | Pescara |  |

| 8 novembre 1981 9ª giornata | Pescara | 0 – 1 | Sampdoria |  |

| 15 novembre 1981 10ª giornata | Reggiana | 0 – 0 | Pescara |  |

| 22 novembre 1981 11ª giornata | Pescara | 0 – 0 | Lecce |  |

| 29 novembre 1981 12ª giornata | Pescara | 2 – 0 | Bari |  |

| 6 dicembre 1981 13ª giornata | Lazio | 1 – 0 | Pescara |  |

| 13 dicembre 1981 14ª giornata | Pescara | 0 – 2 | Cremonese |  |

| 20 dicembre 1981 15ª giornata | Perugia | 1 – 0 | Pescara |  |

| 3 gennaio 1982 16ª giornata | Rimini | 2 – 0 | Pescara |  |

| 10 gennaio 1982 17ª giornata | Pescara | 1 – 1 | Foggia |  |

| 17 gennaio 1982 18ª giornata | Verona | 2 – 1 | Pescara |  |

| 24 gennaio 1982 19ª giornata | Pescara | 0 – 1 | Sambenedettese |  |

#### Girone di ritorno
| 7 febbraio 1982 20ª giornata | Pescara | 1 – 2 | Pisa |  |

| 14 febbraio 1982 21ª giornata | Brescia | 0 – 1 | Pescara |  |

| 21 febbraio 1982 22ª giornata | Pescara | 0 – 5 | Palermo |  |

| 28 febbraio 1982 23ª giornata | Varese | 3 – 1 | Pescara |  |

| 7 marzo 1982 24ª giornata | Pescara | 1 – 1 | Cavese |  |

| 14 marzo 1982 25ª giornata | Catania | 1 – 1 | Pescara |  |

| 21 marzo 1982 26ª giornata | Pescara | 1 – 1 | Pistoiese |  |

| 28 marzo 1982 27ª giornata | Pescara | 2 – 0 | SPAL |  |

| 4 aprile 1982 28ª giornata | Sampdoria | 1 – 0 | Pescara |  |

| 11 aprile 1982 29ª giornata | Pescara | 0 – 1 | Reggiana |  |

| 18 aprile 1982 30ª giornata | Lecce | 1 – 0 | Pescara |  |

| 25 aprile 1982 31ª giornata | Bari | 3 – 1 | Pescara |  |

| 2 maggio 1982 32ª giornata | Pescara | 1 – 2 | Lazio |  |

| 9 maggio 1982 33ª giornata | Cremonese | 3 – 1 | Pescara |  |

| 16 maggio 1982 34ª giornata | Pescara | 0 – 2 | Perugia |  |

| 23 maggio 1982 35ª giornata | Pescara | 2 – 4 | Rimini |  |

| 30 maggio 1982 36ª giornata | Foggia | 2 – 0 | Pescara |  |

| 6 giugno 1982 37ª giornata | Pescara | 0 – 0 | Verona |  |

| 13 giugno 1982 38ª giornata | Sambenedettese | 4 – 0 | Pescara |  |

## Statistiche

### Statistiche di squadra
| Competizione | Punti | In casa | In casa | In casa | In casa | In casa | In casa | In trasferta | In trasferta | In trasferta | In trasferta | In trasferta | In trasferta | Totale | Totale | Totale | Totale | Totale | Totale | DR  |
| Competizione | Punti | G       | V       | N       | P       | Gf      | Gs      | G            | V            | N            | P            | Gf           | Gs           | G      | V      | N      | P      | Gf     | Gs     | DR  |
| ------------ | ----- | ------- | ------- | ------- | ------- | ------- | ------- | ------------ | ------------ | ------------ | ------------ | ------------ | ------------ | ------ | ------ | ------ | ------ | ------ | ------ | --- |
| Serie B      | 17    | 19      | 3       | 6       | 10      | 14      | 26      | 19           | 1            | 3            | 15           | 6            | 31           | 38     | 4      | 9      | 25     | 20     | 57     | -37 |
| Coppa Italia | 1     | 2       | 0       | 1       | 1       | 0       | 4       | 2            | 0            | 0            | 2            | 0            | 7            | 4      | 0      | 1      | 3      | 0      | 11     | -11 |
| Totale       |       | 21      | 3       | 7       | 11      | 14      | 30      | 21           | 1            | 3            | 17           | 6            | 38           | 42     | 4      | 10     | 28     | 20     | 68     | -48 |

### Statistiche dei giocatori
| Giocatore       | Serie B  | Serie B | Serie B     | Serie B    | Coppa Italia | Coppa Italia | Coppa Italia | Coppa Italia | Totale   | Totale | Totale      | Totale     |
| Giocatore       | Presenze | Reti    | Ammonizioni | Espulsioni | Presenze     | Reti         | Ammonizioni  | Espulsioni   | Presenze | Reti   | Ammonizioni | Espulsioni |
| --------------- | -------- | ------- | ----------- | ---------- | ------------ | ------------ | ------------ | ------------ | -------- | ------ | ----------- | ---------- |
| M. Amenta       | 19       | 4       | ?           | ?          | ?            | ?            | ?            | ?            | 19+      | 4+     | ?           | ?          |
| W. Casaroli     | 30       | 0       | ?           | ?          | ?            | ?            | ?            | ?            | 30+      | 0+     | ?           | ?          |
| E. Cerone       | 13       | 2       | ?           | ?          | ?            | ?            | ?            | ?            | 13+      | 2+     | ?           | ?          |
| D. Coletta      | 14       | 0       | ?           | ?          | ?            | ?            | ?            | ?            | 14+      | 0+     | ?           | ?          |
| S. D'Alessandro | 38       | 1       | ?           | ?          | ?            | ?            | ?            | ?            | 38+      | 1+     | ?           | ?          |
| R. Del Bono     | 1        | 0       | ?           | ?          | ?            | ?            | ?            | ?            | 1+       | 0+     | ?           | ?          |
| E. D'Eramo      | 1        | 0       | ?           | ?          | ?            | ?            | ?            | ?            | 1+       | 0+     | ?           | ?          |
| B. Di Michele   | 26       | 0       | ?           | ?          | ?            | ?            | ?            | ?            | 26+      | 0+     | ?           | ?          |
| F. Eusepi       | 18       | 0       | ?           | ?          | ?            | ?            | ?            | ?            | 18+      | 0+     | ?           | ?          |
| M. Franceschini | 3        | 0       | ?           | ?          | ?            | ?            | ?            | ?            | 3+       | 0+     | ?           | ?          |
| L. Frison       | 15       | -18     | ?           | ?          | ?            | ?            | ?            | ?            | 15+      | -18+   | ?           | ?          |
| A. Gentilini    | 18       | 1       | ?           | ?          | ?            | ?            | ?            | ?            | 18+      | 1+     | ?           | ?          |
| M. Grassi       | 21       | -31     | ?           | ?          | ?            | ?            | ?            | ?            | 21+      | -31+   | ?           | ?          |
| R. Leschio      | 2        | 0       | ?           | ?          | ?            | ?            | ?            | ?            | 2+       | 0+     | ?           | ?          |
| L. Livello      | 13       | 1       | ?           | ?          | ?            | ?            | ?            | ?            | 13+      | 1+     | ?           | ?          |
| B. Lombardi     | 20       | 1       | ?           | ?          | ?            | ?            | ?            | ?            | 20+      | 1+     | ?           | ?          |
| M. Marchi       | 26       | 0       | ?           | ?          | ?            | ?            | ?            | ?            | 26+      | 0+     | ?           | ?          |
| W. Mazzarri     | 26       | 4       | ?           | ?          | ?            | ?            | ?            | ?            | 26+      | 4+     | ?           | ?          |
| A. Nicoli       | 11       | 0       | ?           | ?          | ?            | ?            | ?            | ?            | 11+      | 0+     | ?           | ?          |
| B. Nobili       | 33       | 2       | ?           | ?          | ?            | ?            | ?            | ?            | 33+      | 2+     | ?           | ?          |
| G. Pacchiarotti | 3        | -8      | ?           | ?          | ?            | ?            | ?            | ?            | 3+       | -8+    | ?           | ?          |
| E. Pellegrini   | 33       | 0       | ?           | ?          | ?            | ?            | ?            | ?            | 33+      | 0+     | ?           | ?          |
| V. Prestanti    | 15       | 0       | ?           | ?          | ?            | ?            | ?            | ?            | 15+      | 0+     | ?           | ?          |
| R. Romei        | 11       | 0       | ?           | ?          | ?            | ?            | ?            | ?            | 11+      | 0+     | ?           | ?          |
| F. Salvatori    | 29       | 0       | ?           | ?          | ?            | ?            | ?            | ?            | 29+      | 0+     | ?           | ?          |
| M. Silva        | 31       | 3       | ?           | ?          | ?            | ?            | ?            | ?            | 31+      | 3+     | ?           | ?          |
| S. Taddei       | 16       | 0       | ?           | ?          | ?            | ?            | ?            | ?            | 16+      | 0+     | ?           | ?          |
| F. Testani      | 3        | 0       | ?           | ?          | ?            | ?            | ?            | ?            | 3+       | 0+     | ?           | ?          |